# Klaas-Erik Zwering
Klaas-Erik Zwering (* 19. Mai 1981 in Eindhoven) ist ein ehemaliger niederländischer Schwimmer. Ab Ende der 1990er Jahre war er einer der besten Schwimmer seines Landes.
Zwering trainierte im Schwimmleistungszentrum der PSV Eindhoven unter Jacco Verhaeren. Ursprünglich hatte er sich auf die Rückendistanzen konzentriert. Seinen ersten internationalen Erfolg feierte er 1999 bei den Junioreneuropameisterschaften in Moskau, als er über 100 m Rücken die Bronzemedaille gewann. Im gleichen Jahr holte er bei den Schwimmeuropameisterschaften in Istanbul mit der niederländischen 4 × 100-m-Lagenstaffel den Titel.
Ein Jahr später gab er in Sydney sein Debüt bei den Olympischen Spielen, kam in seiner Paradedisziplin 200 m Rücken aber nicht über den zehnten Platz hinaus. Nach diesem enttäuschenden Resultat verlegte er sich stärker auf das Freistilstrecken. Der Wechsel zahlte sich aus. Bei den Schwimmweltmeisterschaften 2001 in Fukuoka gewann er als Mitglied der niederländischen 4 × 100-m-Freistilstaffel die Silbermedaille. Schließlich errang er 2004 bei den Olympischen Sommerspielen in Athen zusammen mit Johan Kenkhuis, Mitja Zastrow und Pieter van den Hoogenband die Silbermedaille über 4 × 100 m.
Nach den Spielen von Athen trat Zwering vom aktiven Leistungssport zurück und konzentrierte sich auf sein Managementstudium.